# Effetto del raggruppamento attorno alla bandiera

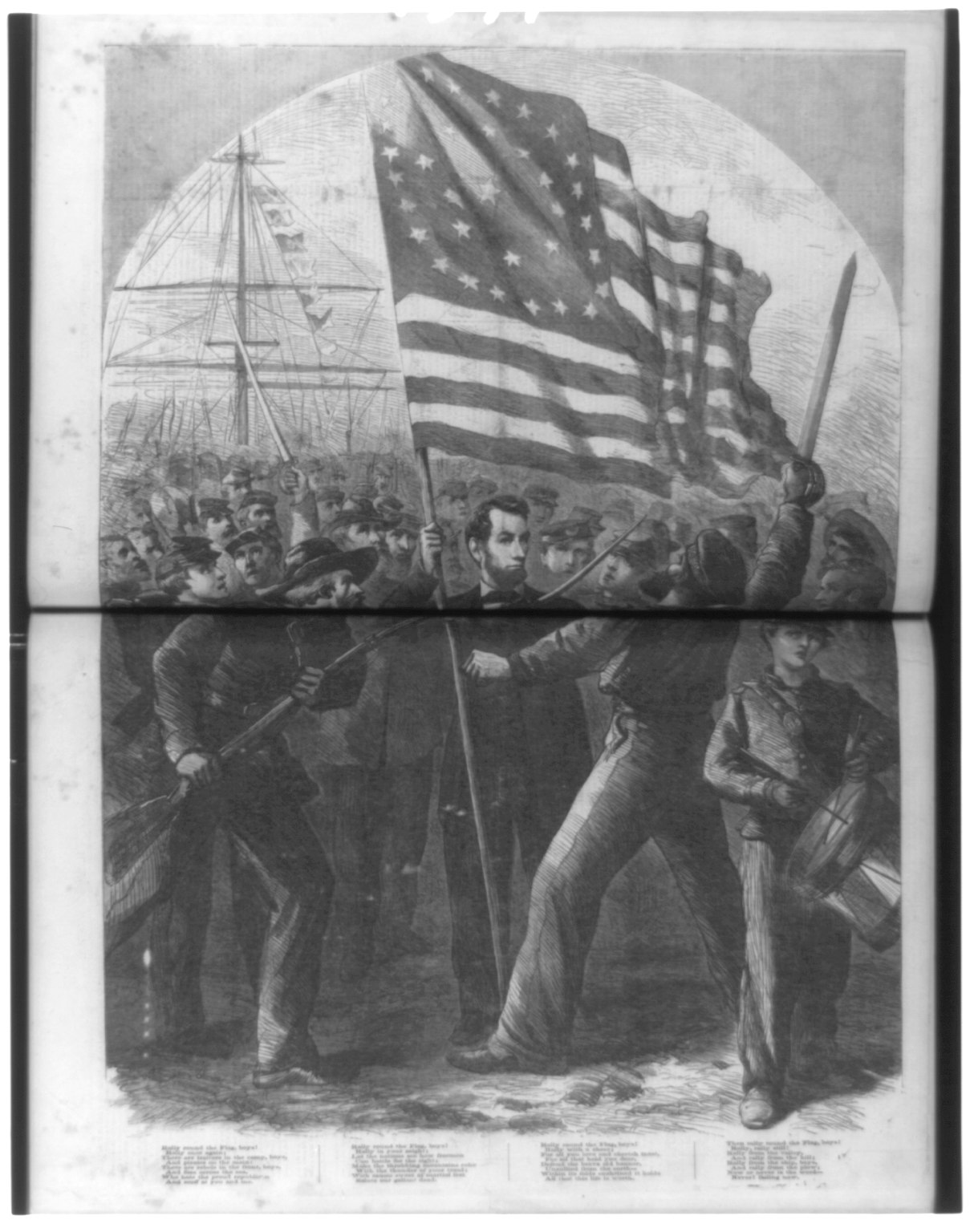
Un gruppo di militari intorno al Presidente Abramo Lincoln con in mano la Bandiera degli Stati Uniti, durante la guerra civile americana.

Indice di gradimento del Presidente degli Stati Uniti George W. Bush; come evidenziato, le impennate corrispondono essenzialmente a periodi di crisi o sforzo per gli Stati Uniti, come gli Attentati dell'11 settembre 2001, l’Invasione dell'Iraq del 2003 e la cattura di Saddam Hussein.

L'Effetto del raggruppamento attorno alla bandiera (anche noto come Effetto o sindrome della stretta attorno alla bandiera o, più comunemente, con l’espressione anglofona Rally 'round the flag effect/syndrome) è un fenomeno della psicologia sociale utilizzato nelle scienze politiche e nelle relazioni internazionali per spiegare l’improvvisa e ripida crescita nel supporto per un governo, un politico o uno specifico indirizzo politico durante un periodo di crisi o sforzi nazionali (come guerre, pandemie o attentati terroristici), generalmente associato con un accrescimento del patriottismo (e, in alcuni casi estremi, del nazionalismo), da cui il nome dell’effetto (essendo una bandiera nazionale la manifestazione più concreta di uno Stato).
Generalmente esso è considerato, nella maggior parte dei casi, come un effetto temporaneo, che “inflaziona” l’appoggio popolare e dunque può non tradursi sempre in un vantaggio politico a lungo termine, svanendo (o comunque ridimensionandosi) alla mitigazione o cessazione della crisi di riferimento che lo ha scaturito.

## Cause e durata
Dal lavoro del politologo John Mueller, che per primo ne parlò nel 1970, quando si palesò negli Stati Uniti, sono emerse due grandi scuole di pensiero che hanno cercato di approfondire e definire meglio il fenomeno, analizzandone cause e durate:
- La prima scuola ad essere emersa è stata la c.d. "scuola patriottica" che ritiene che esso si manifesti, principalmente, in tempi di crisi, ritrovando nel Capo di governo o nel Capo di Stato (specie se le figure sono costituzionalmente unificate) la figura del leader cui è affidato il compito di traghettare la nazione, al meglio delle proprie possibilità, alla tranquillità, mantenendo nel contempo l’unità nazionale ed una certa stabilità.

- La seconda scuola, invece, la c.d. "scuola dell’opinione sulla leadership" ritiene, invece, che il fattore della crisi sia meno rilevante, dando dunque più attenzioni all’effettivo comportamento dell’opposizione verso il governo: se questa lo appoggia, i mass media critici arretrano, mancando il contraddittorio necessario in tempi ordinari, facendo così apparire il supporto per il governante più alto di quello che è, influenzando a sua volta il resto della società, a volte esterna alle dinamiche e dunque più facilmente orientabile.

In generale, tuttavia, entrambe le teorie hanno avuto dei rilievi critici ed ancora oggi esiste, tra gli studiosi, un certo dibattito: difatti, sebbene si ritenga, visti alcuni precedenti, che l’opzione del patriottismo sia quella che lo scaturisca, e dunque quella più ragionevolmente imputabile, con il tempo è spesso in realtà la seconda teoria a prevalere.